# Heleiosa barbatula
Heleiosa barbatula är en svampart som beskrevs av Kohlm., Volkm.-Kohlm. & O.E. Erikss. 1996. Heleiosa barbatula ingår i släktet Heleiosa, klassen Dothideomycetes, divisionen sporsäcksvampar och riket svampar.   Inga underarter finns listade i Catalogue of Life.